# Bech-Kleinmacher
Bech-Kleinmacher (Luxemburgs: Bech-Maacher) is een plaats bij Wellenstein in de gemeente Schengen en het kanton Remich in Luxemburg.
Bech-Kleinmacher telt 536 inwoners (2001).

## Geboren
- Nico Klopp (1894-1930), graficus, kunstschilder en tekenaar
- Joseph Sünnen (1894-1969), kunstschilder